# Holzgerlingen
Holzgerlingen település Németországban, azon belül Baden-Württembergben. Lakosainak száma 13 841 fő (2023. december 31.).

## Népesség
A település népessége az elmúlt években az alábbi módon változott:
| Lakosok száma | 8194 | 12 635 | 13 018 | 13 103 | 13 453 | 13 750 | 13 841 |
|               | 1975 | 2015   | 2017   | 2019   | 2021   | 2022   | 2023   |